# 6069 Cevolani
6069 Cevolani (1991 PW17) là một tiểu hành tinh vành đai chính được phát hiện ngày 8 tháng 8 năm 1991 bởi Holt, H. E. ở Palomar.